# Кокаревка (Нижегородская область)
Кокаревка — деревня в Арзамасском районе Нижегородской области Российской Федерации. В рамках организации местного (муниципального) самоуправления входит в состав городского округа город Арзамас.

## География
Располагается в 12 км на север от города Арзамаса, ближайшее селение — посёлок Ломовка примерно в 3 км к востоку.
Местность относится к лесостепной части:20, в орогидрографическом отношении относится к западной
части Приволжской возвышенности и представляет собой приподнятую равнину,
расчленённую системами рек, относящихся к бассейну р.р. Оки и Волги:25.
Климат, как и во всем районе, умеренно-континентальный:20.
На 2023 год в деревне одна улица — Красная.

## История
До упразднения уездно-губернского деления входила в состав Чернухинской волости Арзамасского уезда Нижегородской губернии.
Входила до 2022 года в состав Ломовского сельсовета Арзамасского муниципального района. После их упразднения входит в состав городского округа город Арзамас.

## Население
| 2002 | 2010 |
| ---- | ---- |
| 8    | ↗11  |

## Инфраструктура
Личное подсобное хозяйство с зоной сельскохозяйственного использования, индивидуальная застройка усадебного типа.

## Транспорт
Деревня доступна автотранспортом.